# Román uralkodók házastársainak listája

## Románia fejedelemnéje (1859–81)

### Cuza család
| Portré | Uralkodói név        | Felmenője                             | Születése        | Házasságkötése | Uralkodói hitvessé válása             | Uralkodói hitvesi terminusa vége    | Halála                       | Házastársa          | Forr. |
| ------ | -------------------- | ------------------------------------- | ---------------- | -------------- | ------------------------------------- | ----------------------------------- | ---------------------------- | ------------------- | ----- |
|        | Elena Rosetti doamna | Iordache Rosetti és Ecaterina Sturdza | 1825. június 17. | 1844 körül     | 1859. január 24. hitvese trónra lépte | 1866. február 11. hitvese lemondása | 1909. április 2. (83 évesen) | Alexandru Ioan Cuza | [ 1 ] |

### Hohenzollern–Sigmaringen-ház
| Portré | Uralkodói név              | Felmenője                              | Születése          | Házasságkötése     | Uralkodói hitvessé válása | Uralkodói hitvesi terminusa vége   | Halála                       | Házastársa | Forr. |
| ------ | -------------------------- | -------------------------------------- | ------------------ | ------------------ | ------------------------- | ---------------------------------- | ---------------------------- | ---------- | ----- |
|        | Wiedi Erzsébet fejedelemné | Hermann wiedi herceg (Wied–Neuwiediek) | 1843. december 29. | 1869. november 15. | 1869. november 15.        | 1881. március 1. királynévá válása | 1916. március 2. (72 évesen) | Károly     | [ 2 ] |

## Románia királynéja (1869–1947)

### Hohenzollern–Sigmaringen-ház
| Portré | Uralkodói név                             | Felmenője                                                                | Születése            | Házasságkötése     | Uralkodói hitvessé válása | Uralkodói hitvesi terminusa vége | Halála                         | Házastársa   | Forr. |
| ------ | ----------------------------------------- | ------------------------------------------------------------------------ | -------------------- | ------------------ | --- | --- | ------------------------------ | ------------ | ----- |
|        | Wiedi Erzsébet királyné                   | Hermann wiedi herceg (Wied–Neuwiediek)                                   | 1843. december 29.   | 1869. november 15. | 1881. március 1. titulus létrejötte | 1914. október 10. hitvese halála | 1916. március 2. (72 évesen)   | I. Károly    | [ 2 ] |
|        | Edinburgh-i Mária királyné                | Alfréd szász–coburg– gothai herceg (Szász–Coburg–Gothaiak)               | 1875. október 29.    | 1893. január 10.   | 1914. október 10. hitvese trónra lépte | 1927. július 20. hitvese halála | 1938. július 18. (62 évesen)   | I. Ferdinánd | [ 3 ] |
|        | Görögországi és Dániai Ilona anyakirályné | I. Konstantin görög király (Schleswig–Holstein–Sonderburg–Glücksburgiak) | 1896. május 3.       | 1920. március 10.  | Mivel hitvese házasságtörő viszonyt folytatott egy katonatiszt feleségével, emiatt pedig a trónöröklési jogáról is lemondott, így Ilona nem lett királyné, ám kiskorú fia mellett anyakirálynéi rangot viselt. | Mivel hitvese házasságtörő viszonyt folytatott egy katonatiszt feleségével, emiatt pedig a trónöröklési jogáról is lemondott, így Ilona nem lett királyné, ám kiskorú fia mellett anyakirálynéi rangot viselt. | 1982. november 28. (86 évesen) | II. Károly   | [ 4 ] |
|        | Parmai Anna címzetes királyné             | René Bourbon– parmai herceg (Bourbon–Parmaiak)                           | 1923. szeptember 18. | 1948. június 10.   | Mivel házasságára a királyság megszűnését követően került sor, így csak címzetes királynéi titulust viselt. | Mivel házasságára a királyság megszűnését követően került sor, így csak címzetes királynéi titulust viselt. | 2016. augusztus 1. (92 évesen) | I. Mihály    | [ 5 ] |

## Forrás
1. ↑  Elena Cuza (Rosetti-Solescu) (angol nyelven) (html). Geni.com
2. 1 2  Elisabeth Pauline Ottilie Luise von Wied (Wied), Queen Consort of Romania (angol nyelven) (html). Geni.com
3. ↑  Queen consort of Romania Maria Alexandra Victoria House of Saxe-Coburg and Gotha (Princess Marie Alexandra Victoria of Edinburgh) (angol nyelven) (html). Geni.com
4. ↑  Helen of Greece and Denmark (Schleswig-Holstein-Sonderburg-Glücksburg), Queen consort of Romania (angol nyelven) (html). Geni.com
5. ↑  Anne Antoinette Françoise Charlotte Zita Marguerite of Bourbon-Parma, Queen consort of Romania (angol nyelven) (html). Geni.com